# Luteranismo na Estônia
O Luteranismo é a segunda maior religião da Estônia, sendo praticado por 13,6% da população, atrás apenas da Igreja Ortodoxa. A principal denominação luterana do país é a Igreja Evangélica Luterana Estoniana, sendo ela um membro da Federação Luterana Mundial.

## História
A Igreja Evangélica Luterana Estoniana (EELC) foi constituída em 1949, quando a hierarquia eclesiástica anterior, Eesti Evangeeliumi Luteriusu Kirik , liderada pelo bispo Johan Kõpp , escapou para a Suécia em 1944. Quando a União Soviética invadiu a Estônia em 1940, a maioria das organizações cristãs era dissolvido, a propriedade da igreja foi confiscada, os teólogos foram exilados para a Sibéria e os programas de educação religiosa foram proibidos. A Segunda Guerra Mundial mais tarde trouxe devastação para muitos edifícios da igreja. Não foi até 1988 que as atividades da igreja foram renovadas quando um movimento pela tolerância religiosa começou na União Soviética.
Embora as mulheres tivessem estudado teologia na Universidade de Tartu na década de 1920 e algumas tivessem procurado a ordenação como sacerdotes, não foi até 1967 que a primeira mulher, Laine Villenthal , foi ordenada. Em 2014, a igreja relatou que havia 169 homens e 43 mulheres servindo como ministros. 

## Organização
A Igreja da Estônia é episcopal na política e é liderada por cinco bispos, incluindo o arcebispo que serve como o Primaz . [3] O arcebispo tem controle total e, sob sua autoridade, há quatro jurisdições, cada uma com seu próprio bispo.
| Diocese                                | Catedral              | Cidade   | Bispo                    |
| -------------------------------------- | --------------------- | -------- | ------------------------ |
| Arquidiocese de Tallinn                | St Mary's Cathedral   | Tallinn  | Urmas Viilma (Arcebispa) |
| Diocese de Western and Northern Region | St Nicholas Cathedral | Haapsalu | Tiit Salumäe             |
| Diocese de the Southern Region         | Alexandre's Cathedral | Tartu    | Joel Luhamets            |
| Diocese estoniana no exterior          |                       | Canada   |                          |

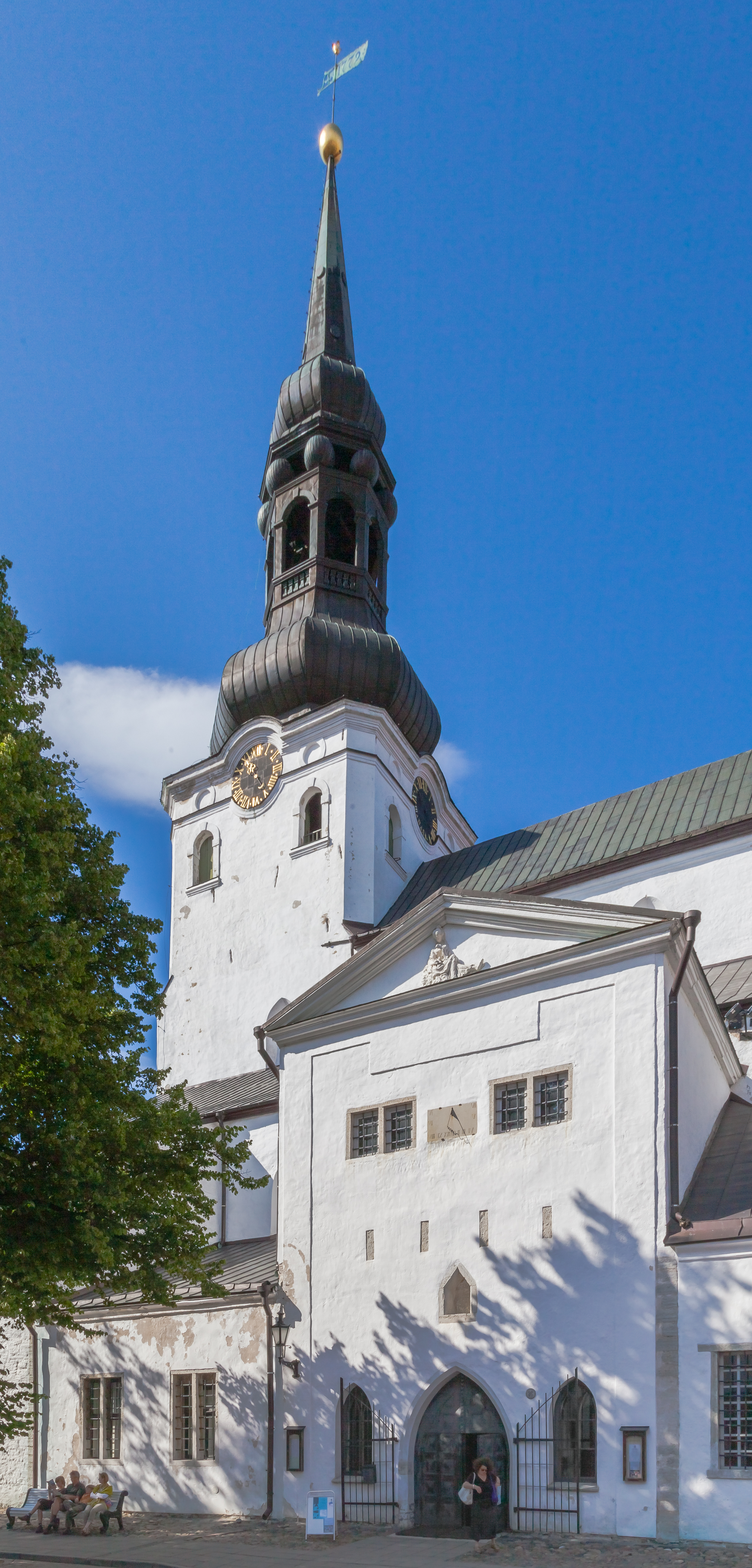
Catedral Luterana de Santa Maria, Tallinn.

Após a aposentadoria de Andrés Põder como arcebispo, o atual arcebispo é Urmas Viilma, consagrado em 2 de fevereiro de 2015. 
Durante a ocupação soviética da Estônia, o arcebispo foi para o exílio, o que resultou na formação de uma igreja paralela, a Igreja Evangélica Luterana Estoniana no Exterior. Até 2010, este órgão era independente, com seu próprio arcebispo baseado no Canadá. Em 2010, as duas igrejas se reuniram, e a antiga igreja no exterior tornou-se uma diocese da Igreja Luterana Evangélica da Estônia, conhecida como Diocese Extra-Estoniana ( Estônia : Välis-Eesti piiskopkond ). 

### Arcebispos
- Jakob Kukk (1921-1933)
- Hugo Bernhard Rahamägi (1934-1939)
- Johan Kõpp (1939-1944)
- Jaan Kiivit seenior (1949-1967)
- Alfred Tooming (1967-1977)
- Edgar Hark (1978-1986)
- Kuno Pajula (1987-1994)
- Jaan Kiivit Jr. (1994-2005)
- Andres Põder (2005-2014)
- Urmas Viilma (2015-Presente)

- Site da Igreja Luterana da Estônia